# Helminthosporium minimum
Helminthosporium minimum är en svampart som beskrevs av Cooke 1888. Helminthosporium minimum ingår i släktet Helminthosporium och familjen Massarinaceae.   Inga underarter finns listade i Catalogue of Life.